# Ministeri d'Afers Econòmics i Transformació Digital
El Ministeri d'Afers Econòmics i Transformació Digital d'Espanya és l'actual departament ministerial amb competències en economia i empresa. La seua titular és Nadia Calviño.

## Història
Aquest Ministeri es crea per primera vegada amb aquest nom amb l'arribada a la Presidència del Govern del socialista Pedro Sánchez durant la segona meitat de la XII Legislatura. Correspon al Ministeri d'Economia i Empresa l'exercici de competències que exercien en la primera meitat de la legislatura el Ministeri d'Economia, Indústria i Competitivitat (les relacionades amb Economia) i el Ministeri d'Energia, Turisme i Agenda Digital (les que tenen a veure amb l'Agenda Digital), deixant de ser responsable dels assumptes relacionats amb Ciència, que passen a ser responsabilitat del nou Ministeri de Ciència, Innovació i Universitats, i dels temes relacionats amb Comerç, dels quals s'encarrega el Ministeri d'Indústria, Comerç i Turisme.

## Funcions
Segons el Reial decret 355/2018, de 6 de juny, pel qual es reestructuren els departaments ministerials, correspon al Ministeri d'Economia i Empresa la proposta i execució de la política del Govern en matèria econòmica i de reformes per a la millora de la competitivitat, de desenvolupament industrial, de telecomunicacions i societat de la informació, de desenvolupament de l'Agenda Digital així com la política de suport a l'empresa, i la resta de competències i atribucions que li confereix l'ordenament jurídic.

## Estructura orgànica bàsica
Aquest Ministeri s'estructura en els següents òrgans superiors:
- Secretaria d'Estat d'Economia i Suport a l'Empresa.
- Secretaria d'Estat per a la Societat de la Informació i l'Agenda Digital.